# Cannondale Pro Cycling Team/2014
Deze pagina geeft een overzicht van het Cannondale Pro Cycling Team in 2014. 

## Algemeen
Algemeen manager: Roberto Amadio
Ploegleiders: Biagio Conte, Dario Mariuzzo, Mario Scirea, Alberto Volpi, Stefano Zanatta
Fietsmerk: Cannondale
Kleding: g4dimension
Kopmannen: Ivan Basso, Peter Sagan

## Transfers
| Inkomend         | Team 2013                 | Uitgaand              | Team 2014            |
| ---------------- | ------------------------- | --------------------- | -------------------- |
| Matej Mohorič    | Sava                      | Nariyuki Masuda       | Utsunomiya Blitzen   |
| Davide Formolo   | Neo                       | Maciej Paterski       | CCC Polsat Polkowice |
| Davide Villella  | Neo                       | Lucas Sebastián Haedo | Skydive Dubai        |
| Oscar Gatto      | Vini Fantini-Selle Italia | Mauro Da Dalto        | Onbekend             |
| Marco Marcato    | Vacansoleil-DCM           | Tiziano Dall'Antonia  | Onbekend             |
| Alberto Bettiol  | Neo                       | Brian Vandborg        | Gestopt              |
| George Bennett   | RadioShack-Leopard        | Stefano Agostini      | Onbekend             |
| Jean-Marc Marino | Sojasun                   | Federico Canuti       | Onbekend             |

## Renners
| Naam                 | Geboortedatum | Nationaliteit    | Ploeg 2013                |
| -------------------- | ------------- | ---------------- | ------------------------- |
| Ivan Basso           | 26-11-1977    | Italië           |                           |
| George Bennett       | 07-04-1990    | Nieuw-Zeeland    | RadioShack-Leopard        |
| Alberto Bettiol      | 29-10-1993    | Italië           | Neo                       |
| Maciej Bodnar        | 07-03-1985    | Polen            |                           |
| Guillaume Boivin     | 25-05-1989    | Canada           |                           |
| Damiano Caruso       | 12-10-1987    | Italië           |                           |
| Alessandro De Marchi | 19-05-1986    | Italië           |                           |
| Davide Formolo       | 25-10-1992    | Italië           | Neo                       |
| Oscar Gatto          | 01-01-1985    | Italië           | Vini Fantini-Selle Italia |
| Ted King             | 31-01-1983    | Verenigde Staten |                           |
| Michel Koch          | 15-10-1991    | Duitsland        |                           |
| Kristjan Koren       | 25-11-1986    | Slovenië         |                           |
| Matthias Krizek      | 29-11-1988    | Oostenrijk       |                           |
| Paolo Longo Borghini | 10-12-1980    | Italië           |                           |
| Alan Marangoni       | 16-07-1984    | Italië           |                           |
| Marco Marcato        | 11-02-1984    | Italië           | Vacansoleil-DCM           |
| Jean-Marc Marino     | 15-08-1983    | Frankrijk        | Sojasun                   |
| Matej Mohorič        | 19-10-1994    | Slovenië         | Sava                      |
| Moreno Moser         | 25-12-1990    | Italië           |                           |
| Daniele Ratto        | 05-10-1989    | Italië           |                           |
| Fabio Sabatini       | 18-02-1985    | Italië           |                           |
| Juraj Sagan          | 23-12-1988    | Slowakije        |                           |
| Peter Sagan          | 16-01-1990    | Slowakije        |                           |
| Cristiano Salerno    | 18-02-1985    | Italië           |                           |
| Cayetano Sarmiento   | 28-03-1987    | Colombia         |                           |
| Davide Villella      | 27-06-1991    | Italië           | Neo                       |
| Elia Viviani         | 07-02-1989    | Italië           |                           |
| Cameron Wurf         | 30-08-1983    | Australië        |                           |

## Overwinningen
Ronde van Oman
4e etappe: Peter Sagan
Circuito de Combita
2e etappe: Cayetano Sarmiento
Tirreno-Adriatico
3e etappe: Peter Sagan
Puntenklassement: Peter Sagan
E3 Harelbeke
Winnaar: Peter Sagan
Internationale Wielerweek
3e etappe: Elia Viviani
Ronde van Catalonië
Sprintklassement: Michel Koch
Driedaagse van De Panne-Koksijde
1e etappe: Peter Sagan
3e etappe (B): Maciej Bodnar
Ronde van het Baskenland
Bergklassement: Davide Villella
Ronde van Turkije
5e etappe: Elia Viviani
7e etappe: Elia Viviani
Ronde van Californië
7e etappe: Peter Sagan
Puntenklassement: Peter Sagan
Tour des Fjords
Ploegenklassement
Ronde van Zwitserland
3e etappe: Peter Sagan
Ronde van Slovenië
4e etappe: Elia Viviani
Slowaaks kampioenschap
Wegrit: Peter Sagan
Ronde van Oostenrijk
2e etappe: Oscar Gatto
4e etappe: Oscar Gatto
USA Pro Challenge
4e etappe: Elia Viviani
Ronde van Spanje
7e etappe: Alessandro De Marchi
Coppa Bernocchi
Winnaar: Elia Viviani
2005 · 2006 · 2007 · 2008 · 2009 · 2010 · 2011 · 2012 · 2013 · 2014
AG2R-La Mondiale · Astana · Belkin Pro Cycling · BMC Racing Team · Cannondale Pro Cycling Team · Team Europcar · FDJ · Garmin Sharp · Giant-Shimano · Katjoesja · Lampre-Merida · Lotto-Belisol · Team Movistar · Omega Pharma-Quick-Step · Orica-GreenEdge · Team Sky · Tinkoff-Saxo · Trek Factory Racing